# Орисик Михайло
Орисик Михайло (нар. 26 вересня 1885, с. Вілька Сяніцького пов., зараз Польща — пом. 17 березня 1946, с. Гутисько Бережанського р-ну Тернопільської обл.) — визначний майстер плоскої та круглої різьби по дереву, засновник школи дерев'яної скульптури України.

## Життєпис
У 1885 році народився в селі Вілька Сяніцького повіту (тепер Польща). Батько, Іван Орисик, був лісним графа Потоцького в Риманові-Здрою.
Вчився в школі столярної справи та скульптури в Риманові (відкрита в 1878 році на кошти Станіслава Антонія Потоцького).
Працював на нафтових копальнях біля села. Воював на фронтах Першої світової війни, потрапив до російського полону.
Михайло Орисик після Першої світової війни почав навчати різьбі хлопців у Вільці. Різьбярство під Орисиковим впливом в селі розвинулося сильно. Михайло Орисик мав чотирьох синів: Івана, Онуфрія, Андрія і Степана, які також відмінно різьбили.
У 1945 році виселений в село Гутисько на Тернопільщині під час акції масового переселення, довго в Гутиську не прожив, помер невдовзі після переселення.

Орисик Михайло зі скульптурою «Лемко з люлькою», 1936 рік

## Музей різьби
В 2006 році в селі Гутисько відкрито Музей різьби імені Михайла Орисика. Серед експонатів — зразки художньої різьби, побутові старожитності. Львівський літератор, автор книжок про Михайла Орисика Іван Красовський передав на зберігання до музею 80 малюнків Орисика.